# Batungsel
Batungsel is een bestuurslaag in het regentschap Tabanan van de provincie Bali, Indonesië. Batungsel telt 3160 inwoners (volkstelling 2010).